# Eriophyes inangulis
Espèce
Eriophyes inangulis est un acarien responsable de la formation de galles sur des feuilles de l'aulne glutineux.

## Synonymes
- Eriophyes laevis inangulis
- Phytoptus laevis
- Cephaloneon pustulatum